# Exèrcit romà tardà

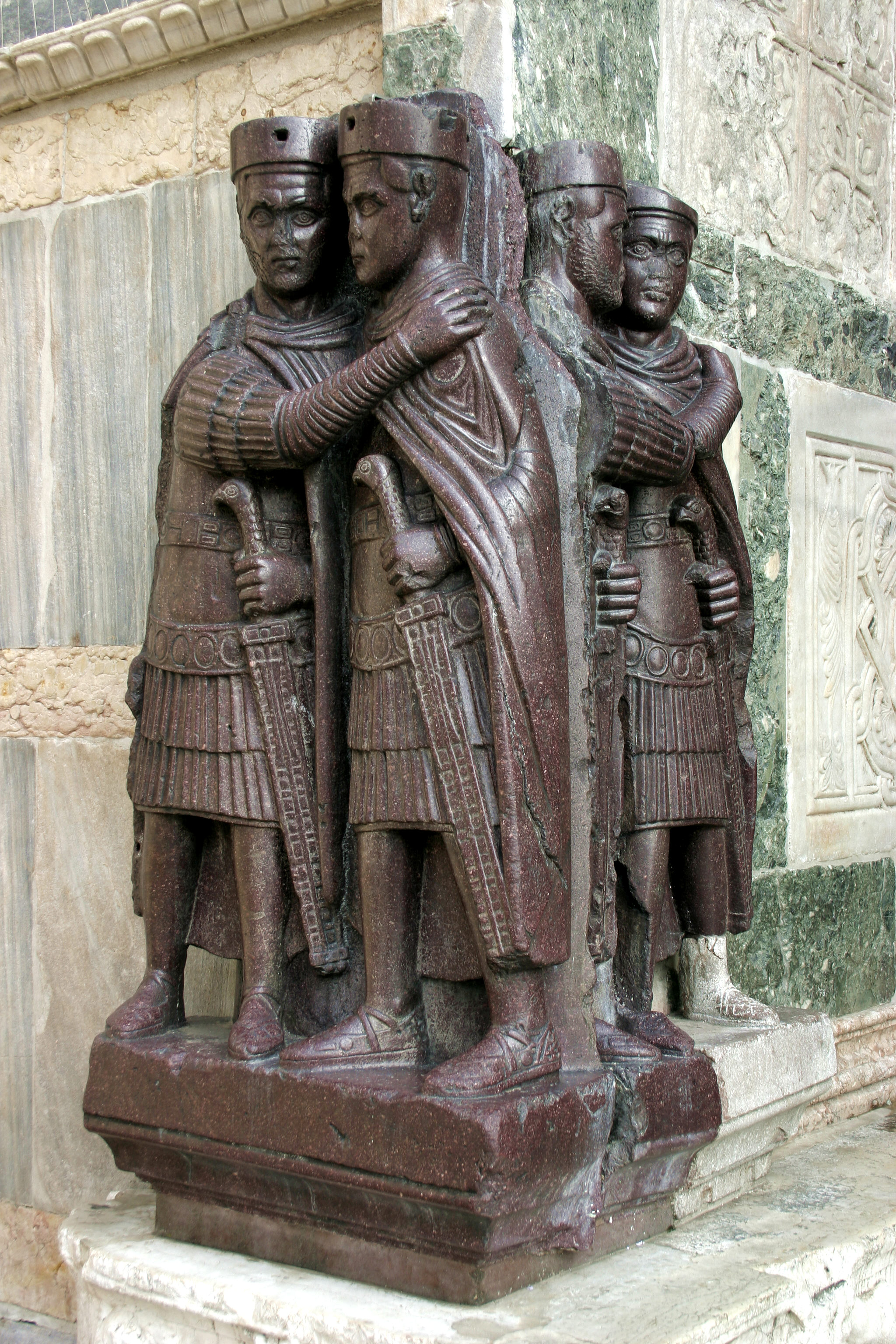
Els tetrarques: L'emperador Dioclecià i els seus tres col·legues imperials. A l'esquerra, Dioclecià i Maximià, els dos Augusti (coemperadors), a la dreta, Galeri i Constanci I Clor, els dos Caesars (vicemperadors). Noteu l'ús dels mantells "panonios" de llana, normalment usats (no en combat) pels oficials de l'exèrcit tardà com a resultat de la influència dels oficials iliris i tracis. Vegeu també les empunyadures de les espases, que mostren la imatge d'un cap d'àguila. Estàtua de pòrfir a la Basílica de Sant Marc, Venècia.

L'exèrcit romà tardà és el terme pel qual es coneix a les forces militars de l'Imperi Romà des de l'ascens al tron de l'emperador Dioclecià l'any 284 fins a la divisió definitiva de l'Imperi en les seves meitats oriental i occidental el 395. Poques dècades després l'exèrcit occidental es va desintegrar amb el col·lapse de l'Imperi Romà d'Occident. L'exèrcit romà de l'est, d'altra banda, va romandre intacte i essencialment estable fins a la seva organització per temes i la seva transformació en l'exèrcit romà d'Orient al segle vii. El terme «exèrcit romà tardà» sovint s'utilitza per incloure l'exèrcit romà d'Orient.
L'exèrcit del principat va travessar una transformació significativa com a resultat del caòtic segle iii. Al contrari que l'exèrcit del Principat, l'exèrcit del segle iv depenia de manera important en les lleves i els soldats que els conformaven estaven pitjor pagats que els del segle ii. Els bàrbars procedents de fora de l'imperi probablement aportaven una proporció més alta de reclutes que durant els segles I i II, encara que existeixen poques proves d'aquest fet.
L'exèrcit del segle IV probablement no era més gran que el del segle ii. El principal canvi en la seva estructura va ser la creació de grans exèrcits que acompanyaven als emperadors (comitatus praesentales) i que generalment estaven assentades en un punt allunyat de les fronteres. La seva funció principal era fer front a possibles usurpadors. Les legions van ser dividides en unitats més petites, comparables a la mida dels regiments de tropes auxiliars del principat. En paral·lel, l'armadura i l'equip dels legionaris va ser abandonat en favor del dels auxiliars. La infanteria va adoptar l'equip més protector de la cavalleria del principat.
El rol de la cavalleria en l'exèrcit tardà no sembla que fos molt més important que el del principat. L'evidència que suporta aquesta afirmació es basa que la seva proporció respecte al total de soldats romandre similar a la del segle ii. A més, el seu rol tàctic i el seu prestigi es van mantenir similars. És més, van adquirir certa mala reputació per incompetència o covardia en les tres principals batalles de mitjan segle iv. En contrast, la infanteria va mantenir la seva reputació tradicional d'excel·lència.
Els segles iii i iv van ser testimonis de les reformes en molts dels forts fronterers amb vista a fer-los més defensables, així com de la construcció de nous forts amb especificacions defensives més altes. La interpretació d'aquesta tendència ha portat a un debat sobre si l'exèrcit va adoptar una estratègia de "defensa en profunditat" o si, per contra, mantenia la mateixa postura de "defensa avançada" de començaments del principat. Molts elements de la postura defensiva romana tardana eren similars als associats a la defensa avançada, com ara la localització avançada dels forts, les freqüents operacions creuant la frontera, o l'existència de zones externes habitades per tribus aliades. Qualsevol que fos l'estratègia defensiva, en aparença resultar menys reeixida a l'hora de prevenir incursions bàrbares que la dels segles I i II. Això va poder ser degut a una major pressió bàrbara o la pràctica de mantenir els principals exèrcits i les millors tropes a l'interior, privant a les fronteres d'un suport suficient.